# Gersdorf an der Feistritz
Gersdorf an der Feistritz ist eine Gemeinde mit 1745 Einwohnern (Stand 1. Jänner 2025) in der Steiermark.

## Geografie

### Geografische Lage
Gersdorf an der Feistritz liegt im Bezirk Weiz im Dreieck der Städte Gleisdorf, Hartberg, Fürstenfeld. Die Grenze im Nordosten bildet die Feistritz. Diese fließt in einer Höhe von 330 Meter über dem Meer. Nach Südwesten steigt das Gebiet zu großteils bewaldeten Höhen von über 400 Meter an.
Die Gemeinde umfasst eine Fläche von 30,04 Quadratkilometer. Davon sind 54 Prozent landwirtschaftliche Nutzfläche, 38 Prozent sind bewaldet.

### Gemeindegliederung
Das Gemeindegebiet umfasst folgende fünf Ortschaften (Einwohner Stand 1. Jänner 2025):
- Gersdorf an der Feistritz (595)
- Gschmaier (433)
- Hartensdorf (227)
- Oberrettenbach (277)
- Rothgmos (213)

Die Gemeinde besteht aus vier Katastralgemeinden (Fläche 31. Dezember 2023):
- Gersdorf (466,55 ha)
- Gschmaier (1.156,53 ha)
- Hartensdorf (277,63 ha)
- Oberrettenbach (1.102,94 ha)

### Eingemeindungen
- Mit 1. Jänner 1968 wurden die Gemeinden Gschmaier und Gersdorf an der Feistritz zusammengeschlossen.[4]
- 2015 wurden im Rahmen der Gemeindestrukturreform in der Steiermark die Gemeinden Oberrettenbach und Gersdorf an der Feistritz zusammengeschlossen, die neue Gemeinde führt den Namen „Gersdorf an der Feistritz“ weiter.[5]

### Nachbargemeinden
| Pischelsdorf am Kulm |                                             | Feistritztal (HF)  |
| Ilztal               | Kompassrose, die auf Nachbargemeinden zeigt | Großsteinbach (HF) |
| Sinabelkirchen       | Ilz (HF)                                    |                    |

## Bevölkerungsentwicklung
| Gersdorf an der Feistritz: Einwohnerzahlen von 1869 bis 2024 | Gersdorf an der Feistritz: Einwohnerzahlen von 1869 bis 2024 | Gersdorf an der Feistritz: Einwohnerzahlen von 1869 bis 2024 | Gersdorf an der Feistritz: Einwohnerzahlen von 1869 bis 2024 | Gersdorf an der Feistritz: Einwohnerzahlen von 1869 bis 2024 |
| ------------------------------------------------------------ | ------------------------------------------------------------ | ------------------------------------------------------------ | ------------------------------------------------------------ | ------------------------------------------------------------ |
| Jahr                                                         |                                                              |                                                              |                                                              | Einwohner                                                    |
| 1869                                                         | 1869                                                         |                                                              | 1.913                                                        | 1.913                                                        |
| 1880                                                         | 1880                                                         |                                                              | 2.018                                                        | 2.018                                                        |
| 1890                                                         | 1890                                                         |                                                              | 1.998                                                        | 1.998                                                        |
| 1900                                                         | 1900                                                         |                                                              | 1.931                                                        | 1.931                                                        |
| 1910                                                         | 1910                                                         |                                                              | 1.953                                                        | 1.953                                                        |
| 1923                                                         | 1923                                                         |                                                              | 2.005                                                        | 2.005                                                        |
| 1934                                                         | 1934                                                         |                                                              | 1.976                                                        | 1.976                                                        |
| 1939                                                         | 1939                                                         |                                                              | 1.895                                                        | 1.895                                                        |
| 1951                                                         | 1951                                                         |                                                              | 1.915                                                        | 1.915                                                        |
| 1961                                                         | 1961                                                         |                                                              | 1.726                                                        | 1.726                                                        |
| 1971                                                         | 1971                                                         |                                                              | 1.775                                                        | 1.775                                                        |
| 1981                                                         | 1981                                                         |                                                              | 1.731                                                        | 1.731                                                        |
| 1991                                                         | 1991                                                         |                                                              | 1.801                                                        | 1.801                                                        |
| 2001                                                         | 2001                                                         |                                                              | 1.731                                                        | 1.731                                                        |
| 2011                                                         | 2011                                                         |                                                              | 1.677                                                        | 1.677                                                        |
| 2021                                                         | 2021                                                         |                                                              | 1.740                                                        | 1.740                                                        |
| 2024                                                         | 2024                                                         |                                                              | 1.755                                                        | 1.755                                                        |
| Quelle(n): Statistik Austria, Gebietsstand 1.1.2021          |                                                              |                                                              |                                                              |                                                              |

## Kultur und Sehenswürdigkeiten
Regelmäßige Veranstaltungen
- Parkfest ist um den 15. August

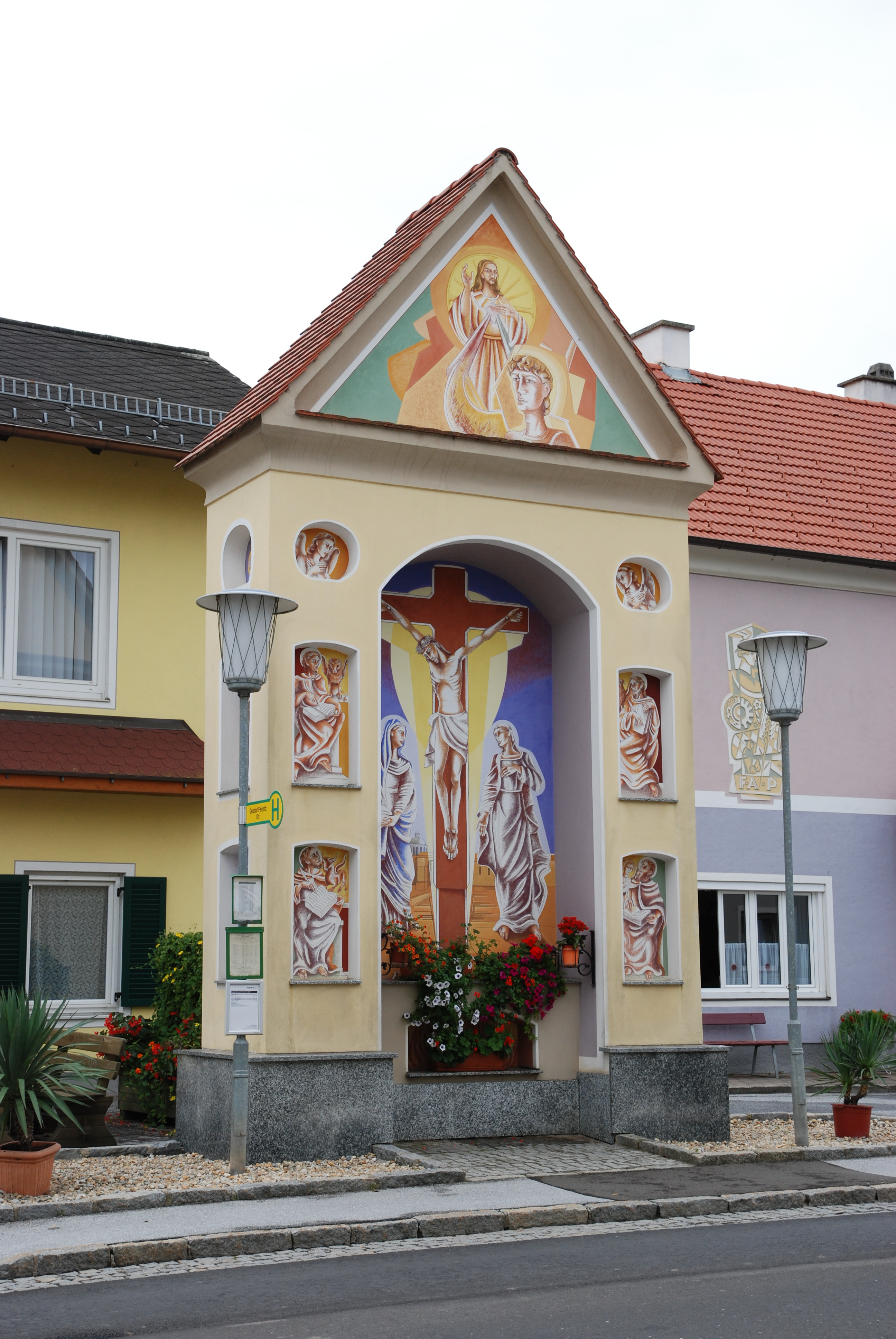
Ortsbildstock Gersdorf

- Gersdorfer Wandertag am Ostermontag
- Gersdorfer Dorffest am Pfingstsonntag
- Gersdorfer Radfahrwandertag um den österreichischen Staatsfeiertag
- Mitte Juli ein jährliches Tennis-Doppelturnier mit Entenrennen des UTC Gersdorf auf der Tennisanlage Gersdorf

### Sport
- Neben der Volksschule Gersdorf befinden sich ein Tennisplatz, ein Fußballplatz und ein Freibad.
- Am östlichen Rand von Gersdorf ist ein Eislaufplatz, ein Eisstockschießplatz und ein Beachsoccerplatz.
- Am nordwestlichen Rand von Gersdorf verläuft ein Radweg von Gersdorf nach Pischelsdorf.

## Wirtschaft und Infrastruktur
Der örtliche Brandschutz und Katastrophenabwehr werden im Gemeindegebiet seit der Gemeindestrukturreform durch drei Feuerwehren sichergestellt, deren Wirkungsbereiche grob nach folgenden Gebieten gegliedert sind:
- Feuerwehr Gersdorf (Gersdorf, Hartensdorf, Gschmaier)
- Feuerwehr Pischelsdorf (Oberrettenbach, Rothgmos)
- Feuerwehr Prebensdorf (Oberrettenbach – Alm)

## Politik

### Gemeinderat
Der Gemeinderat hat 15 Mitglieder.

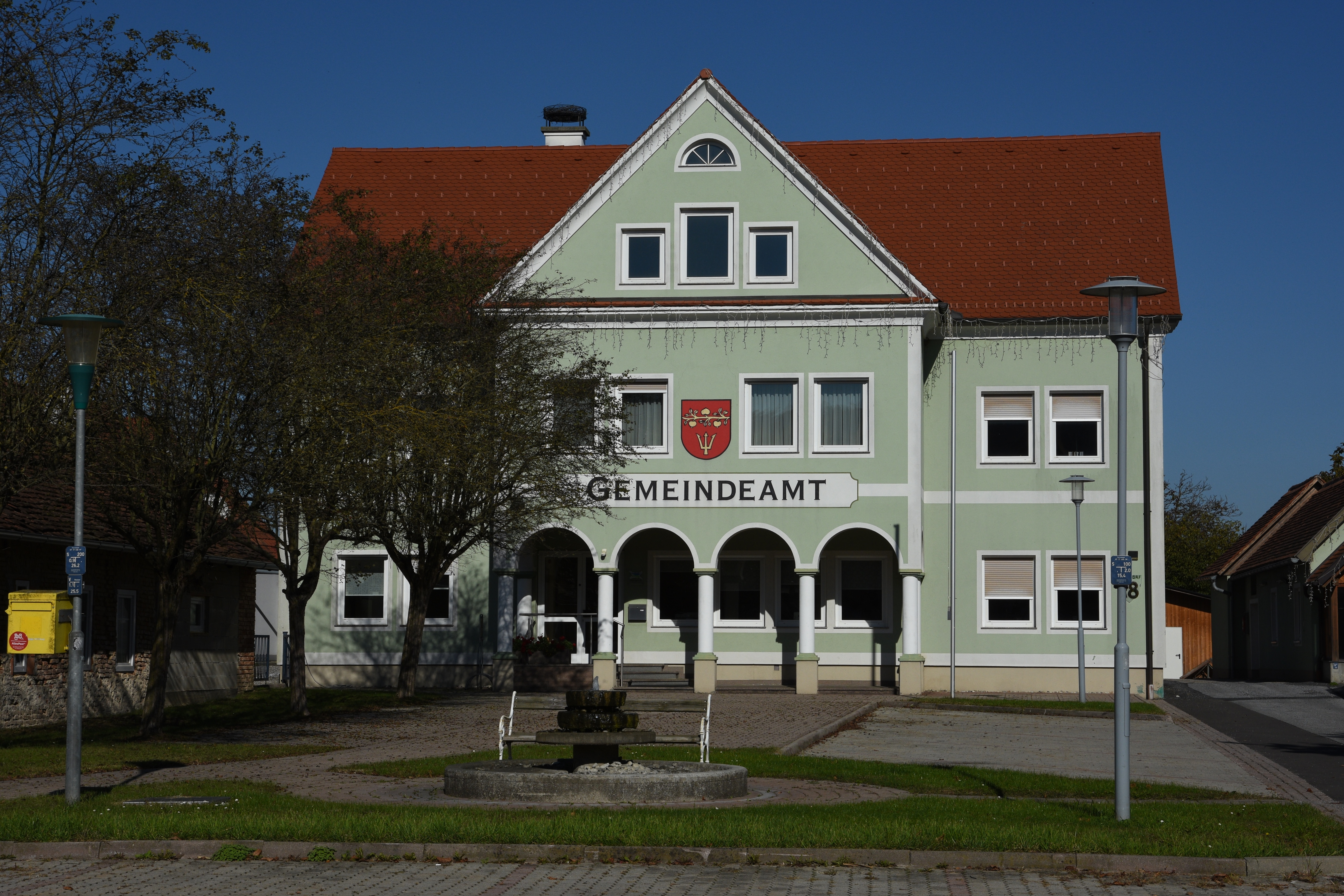
Gemeindeamt Gersdorf an der Feistritz

- Mit den Gemeinderatswahlen in der Steiermark 2000 hatte der Gemeinderat folgende Verteilung: 12 ÖVP, 2 FPÖ, und 1 SPÖ.
- Mit den Gemeinderatswahlen in der Steiermark 2005 hatte der Gemeinderat folgende Verteilung: 9 ÖVP, 5 FPÖ, und 1 SPÖ.
- Mit den Gemeinderatswahlen in der Steiermark 2010 hatte der Gemeinderat folgende Verteilung: 12 ÖVP, und 3 FPÖ.[6]
- Mit den Gemeinderatswahlen in der Steiermark 2015 hatte der Gemeinderat folgende Verteilung: 10 ÖVP, 4 FPÖ, und 1 SPÖ.[7]
- Mit den Gemeinderatswahlen 2020 hat der Gemeinderat folgende Verteilung: 10 ÖVP, 4 FPÖ, und 1 SPÖ.[8]

### Bürgermeister
- ?–? Franz Pendl
- bis 2009 Engelbert Strempfl (ÖVP)
- seit 2009 Erich Prem (ÖVP)[9]

### Wappen
Die Verleihung des Gemeindewappens erfolgte mit Wirkung vom 1. Jänner 1985. Wegen der Gemeindezusammenlegung verlor das Wappen mit 1. Jänner 2015 seine offizielle Gültigkeit.
Die Wiederverleihung erfolgte mit Wirkung vom 1. Dezember 2015.

Die Blasonierung lautet:
„In Rot über einem goldenen Ger balkenweise ein belaubter goldener Ast mit drei goldenen Äpfeln.“
Der Ger (Dreizack) verweist auf den Fischreichtum der Feistritz, der Zweig mit den goldenen Äpfeln zeugt vom Fleiß der Gemeindebürger im Obstbau.
Der Name Gersdorf setzt sich aus dem Wort Ger und Dorf zusammen.

## Persönlichkeiten
- Josefa und Rupert Posch aus Gschmaier: Im Zuge der Todesmärsche gelang es Vater und Tochter Posch fünf jüdische Menschen vor den Nazis zu verstecken und sie vor dem Tod zu bewahren. Sie wurden für diese mutige Tat 2011 mit der Aufnahme in den Garten für Gerechte unter den Völkern vom Staat Israel geehrt.
- Martin Strempfl (* 1984), doppelter Weltmeister beim 45th World Military Shooting Championship in Rio de Janeiro (Brasilien), Dezember 2010; doppelter Österreichischer Staatsmeister im Luftgewehrschießen, österreichischer Staatsmeister im Kleinkaliberschießen sowie Teilnehmer bei den Olympischen Sommerspielen 2021.

## Ehrenbürger
- Franz Pendl († 2014), Bürgermeister von Gersdorf
- Waltraud Klasnic
- Gottfried Reisinger († 2023), Bürgermeister von Oberrettenbach von 2000 bis 2014[12]